# Blepisanis fervida
Blepisanis fervida là một loài bọ cánh cứng trong họ Cerambycidae.